# Heterocompsa aquilonia
Heterocompsa aquilonia là một loài bọ cánh cứng trong họ Cerambycidae.